# Michał Czajczyk
Michał Czajczyk (Cracovia, 28 settembre 1915 – campo di concentramento di Flossenbürg, aprile 1945) è stato un cestista polacco.

## Carriera
Ha disputato i Campionati europei del 1937 con la Polonia.